# Challenger Ciudad de Guayaquil 1995
Il Challenger Ciudad de Guayaquil 1995 è stato un torneo di tennis facente parte della categoria ATP Challenger Series nell'ambito dell'ATP Challenger Series 1995. Il torneo si è giocato a Guayaquil in Ecuador dal 9 al 15 ottobre 1995 su campi in terra rossa.

## Vincitori

### Singolare
Kris Goossens ha battuto in finale  Dirk Dier con il punteggio di 6–4, 6–4.

### Doppio
Tomáš Krupa /  Pavel Vízner hanno battuto in finale  Pablo Campana /  Nicolás Lapentti con il punteggio di 6–1, 6–1.